# 蜂谷訓平
蜂谷 訓平（はちや くんぺい、1948年1月11日 - ）は、日本の実業家。元 新光商事株式会社取締役、元監査役。

## 人物・経歴
1948年生まれ。1970年3月千葉商科大学商経学部卒業。1985年10月新光商事株式会社入社。1998年経理部長、2001年取締役、2007年取締役管理部門統括、総務部･情報システム部･業務部･国内関係会社担当就任
。2008年監査役
、2012年監査役退任。